# جویل بحلق
جویل بِحلُق (۲ ژوئیه ۱۹۷۹) بازیگر، شخصیت رسانه‌ای و طراح لباس لبنانی است او در ۲۰۰۷ ملکهٔ زیبایی لبنان برگزیده شد.